# Candela Salinas
Candela Sol Salinas, född 23 maj 2000 i Argentina, är en volleybollspelare (vänsterspiker).
Hon har spelat med CA Boca Juniors, Volley Academy Sassuolo, Charleroi Volley och spelar sedan 2022 för Pallavolo Perugia på klubbnivå. Med Argentinas landslag har hon sedan 2008 och bland annat deltagit i Sydamerikanska mästerskapet i volleyboll för damer 2021 och VM 2022.